# 完颜希尹家族墓地
完颜希尹家族墓地位于中国吉林省舒兰市北5公里，完颜希尹及其家族墓地。

## 布局
墓地面向沟谷，背倚高山、林木葱郁、避风向阳。墓前立高约5米，宽约1米的石碑，碑为龙首石趺，上刻“大金故左丞相金源郡贞宪王完颜公神道碑”篆体。碑身以汉字楷书280余字碑文，为王颜谮书。其墓葬为石室，规模宏大，结构严谨。墓葬附近石人、石羊、石虎甚多，是研究金代雕刻艺术重要珍品。